# Los Venegas
Los Venegas es una serie de televisión chilena de comedia de situación, producida por Chilefilms y emitida por Televisión Nacional de Chile (TVN) desde 1989 hasta el segundo trimestre de 2011 (dejando los capítulos estreno en diciembre de 2010). La serie recreaba situaciones vividas por la familia Venegas, de estrato socioeconómico medio, junto a sus vecinos y amigos. Sus protagonistas fueron Jorge Gajardo y Mónica Carrasco, quienes son matrimonio en la serie y en la vida real.

## Historia
Se estrenó el 1 de mayo de 1989, inicialmente con una duración de tres meses, en Televisión Nacional de Chile (TVN), bajo el nombre Los Venegas a las Dos y Media. El programa funcionó, se extendió a todo 1989, pasando en el mes de octubre al horario de las 19:30 horas, tras el fin de la telenovela A la sombra del ángel, y se realizó una nueva temporada en julio de 1990, donde pasó al horario de las 13:30 horas. La serie y la familia que la protagoniza tiene un precedente en el segmento de Sábados Gigantes, "Los Valverde". Dicho espacio de humor, contaba las peripecias de una familia media chilena y en ella, el propio Gajardo era el padre de familia. Su hija era un personaje interpretado por Marilú Cuevas, quien tenía dos pretendientes, protagonizados por Patricio Torres y Óscar Olavarría. Estos últimos tres nóveles actores emigraron en conjunto al programa humorístico Jappening con ja en abril de 1984.
En 1992, Los Venegas ganó el premio APES por Mejor Producción (compitió con las telenovelas de Canal 13 Villa Nápoli y Ellas por ellas, ambas de 1991).[cita requerida] Durante la administración de Eduardo Frei Ruiz-Tagle (1994-2000), TVN pensó cancelarla, específicamente en 1995, pero por petición expresa de la primera dama, Marta Larraechea, continuó produciéndose. La serie comenzó un año antes del regreso a la democracia, período en que dicha coalición política comenzó a gobernar.

a Television Nacional de Chile:
Como primera dama, no puedo creer que sea posible que vayan a remover la serie "Los Venegas", considerando que Televisión Nacional tiene un rol público y que "Los Venegas" es el único programa chileno en la televisión chilena, es un programa que encarna el ejemplo de familia chilena de la concertación, por lo tanto expreso que Los Venegas no se pueden terminar, Le hace bien a la gente, representa muy bien a nuestra sociedad.
Santiago de Chile, 1995.
Marta Larraechea, Primera Dama

Debido al paso del tiempo, el éxito y la audiencia de los primeros años fue disminuyendo, aunque en los últimos años esta tendencia ha ido variando. Por ejemplo, en 1996 marcaba 8,4 puntos de índice de audiencia en promedio, en 1998 8,55 puntos, en 2002 (su mejor año) 10,8 puntos. En 2006 promediaron 10,3 puntos, logrando un aumento con respecto a años anteriores, ya que se posicionaron en el segundo lugar en su horario, solo detrás de la teleserie mexicana de Televisa, El amor no tiene precio de Mega. 2008 fue su peor año, donde promediaron 7,5 puntos, por lo que el canal nuevamente pensó en terminar el programa, cuestión que no se concretó.
Durante la temporada 2004 el programa se llamó Los Venegas Reactivados, haciendo alusión a la renovación del programa. "Reactivado" en ese tiempo era una palabra de uso frecuente, debido al crecimiento económico del país luego de la crisis asiática.[cita requerida]
El 1 de febrero de 2009, falleció de un paro cardiorrespiratorio Yoya Martínez, quien interpretaba doña Hilda, la suegra de Guillermo Venegas. Sin embargo, su papel no fue eliminado en la temporada de ese año, y Martínez continuó apareciendo como un ente astral en la serie, así como en los créditos de la serie. En 2010 TVN decide poner fin definitivo a la serie, tras 21 años de transmisión. Sin embargo, la productora Chilefilms ha manifestado la voluntad de seguir produciendo la serie si otra estación televisiva la compra.

## Personajes

### Protagonistas
- Guillermo Venegas (interpretado por Jorge Gajardo) (1989-2010): Es el padre de familia. Actualmente está jubilado (desde 2007), pasando el día en casa, sin embargo antes tuvo múltiples oficios: empezando como ejecutivo en una empresa de refacciones donde era subordinado de Retamales, posteriormente en una empresa de aseo, importaciones, dueño de un local de venta de huevos y en otra oficina donde su jefe era el Señor Retamales hasta que Venegas se convirtió en el jefe en 2000. Está casado con Silvia Maturana siendo ambos originarios de Quillota. Durante las primeras temporadas su frase característica era gritar a todo pulmón al llegar a su casa el saludo "¡Holaaaaaa... llegué!" o en caso de ocurrírsele un método de ganar dinero fácil o tras haber sufrido un percance en el trabajo: "¡Holaaaaaa... llegué!... familia, ¡me voy a independizar!". Fanático incondicional de la Universidad de Chile, al punto que esto en ocasiones incluso marcó la diferencia en la decisión de si aceptaba o no a los novios de su hija. Es alérgico a los gatos por lo que no los permite en su casa y durante muchos años demostró atracción por su antigua vecina Diana Smith para molestia de su esposa, sin embargo su amor por Silvia siempre ha sido incuestionable.
- Silvia Maturana (interpretada por Mónica Carrasco) (1989-2010): Es la esposa de Guillermo; ambos se conocieron siendo jóvenes en Quillota, ciudad natal de ambos. Partió como dueña de casa, luego como microempresaria de furgones escolares, modista y finalmente se dedicó a administrar su empresa de eventos. Las primeras temporadas su frase típica era decir con tono quejumbroso y hastiado "Ya me está empezando a doler la cabeza..." cuando veía que su esposo o alguno de sus hijos tenían alguna idea o proyecto que significaría acabar metidos en un lío. Detestaba a su vecina Diana, a quien apodaba "La Jirafa", por los aires pretenciosos que se daba y por la atención desmedida que le dedicaba Guillermo. Su mejor amiga fue por muchos años, "La Mirnita", hasta que este personaje dejó de salir en el programa.
- Alfonso "Moncho" Cabrera (interpretado por Adriano Castillo) (1989-2010): Es el "Compadre Moncho", amigo de Guillermo y compañero de trabajo, además de ser el padrino de Paolita. Es irresponsable, "bolsero" (término chileno para alguien que pide frecuentemente y por lo general, sin devolver) y se aprovecha de la amistad con Guillermo. Tanto es el cariño que le tiene el público, que el personaje es un ídolo popular. Vive en la casa de en frente de la de Los Venegas, por lo que siempre pasa a pedir almuerzo o dinero "prestado", que no siempre devuelve. En los últimos años se ha hecho un "blanqueo" del personaje, pasando de ser mujeriego y apostador hípico a simplemente bolsero.
- Hilda, viuda de Maturana (Yoya Martínez) (†) (1989-2008): Era la típica suegra que pelea con su yerno. Tenía adicción a las apuestas y cobraba intereses usureros a quienes presta dinero. Durante sus últimos años, Yoya Martínez vio mermada su participación en el programa por su avanzada edad, aunque su personaje continuaba siendo nombrado. Su última aparición la realizó el año 2008, con 95 años de edad. La actriz fallecería el 1 de febrero de 2009 dejando un gran vacío en la serie. El primer capítulo de la temporada 2009 fue homenaje a Yoya. A pesar de que la actriz falleció, su personaje sigue siendo insinuado en pantalla, pero a mitad de temporada, desapareció de los créditos.
- Guillermo "Memo" Venegas Maturana (Sergio Valdés) (1989-2001): Segundo hijo de Guillermo y Silvia y hermano menor de Paola. Participó en la serie desde el programa piloto. El buen hijo, ordenado, estudioso, scout, fanático ecologista y ya en su adolescencia miembro de un grupo musical amateur. A contar de 1996 disminuye su participación, con apariciones esporádicas (2 o 3 veces al mes). Para explicar su ausencia, el argumento indica que se fue a trabajar a Osorno como Ingeniero Forestal y viajaba a Santiago por temas de trabajo. Su retiro desde 2001 no fue explicado y se debió a diferencias con la dirección del programa.[cita requerida] En una entrevista en Mentiras verdaderas en 2013, se explicó que fue por razones académicas y laborales del actor.[8]
- Silvia Paola Venegas Maturana (interpretada por Carolina Marzán) (1989-2008): Denominada comúnmente como "La Paolita". Hija mayor de la familia, comenzó como una joven liceana, siendo muy amiga del Pink y se convirtió en su polola por algún tiempo; aunque posteriormente conocería a Gonzalo Ríos Lagos, con quien finalmente se casaría y de quien actualmente está separada. De profesión enfermera. En la temporada 2009 desaparece del programa y se da como explicación que fue a trabajar como enfermera a África. Al igual que Yoya Martínez, desapareció de los créditos a mitad de temporada.
- Gonzalo Ríos Lagos (interpretado por Alberto Castillo) (1996-2010): Expareja de Paola. Su pasión es el canto. Trabaja esporádicamente en una disco llamada La Iguana Eléctrica. Es inseguro, celoso y frecuentemente mandado. En la temporada 2010, Paolita le pidió el divorcio desde África.
- Camila Ríos Venegas (interpretada por Carolina Arredondo) (2006-2010): Hija de Paola y Gonzalo, estudió criminalística en la universidad, pero se cambió abruptamente a Enfermería, al comenzar la temporada 2009. Anteriormente fue interpretada por Andrea Castillo, hija en la vida real de Alberto Castillo.
- Karla Alcázar (Interpretada por Schlomit Baytelman): Exmujer del compadre Moncho y la mejor amiga de Silvia. Intenta siempre cobrarle la pensión alimenticia al compadre Moncho, lo que claramente nunca consigue. Tienen dos hijas que en algún momento aparecieron en la serie refiriéndose a ellas, su padre y los Venegas, en las primeras temporadas simplemente como "las mellizas". Siempre busca a un hombre ideal y algo pasa que deja de serlo, lo que le produce gran descontento. En el principio de la serie no se menciona su nombre, solo se le conoce como "La Colorina".

### Secundarios
- Mirna "Mirnita" Lagos (Magdalena Max-Neef) (1989-1995): Originaria del pueblo de Los Lagos, era la antigua peluquera del barrio, manteniendo por gran cantidad de años una fuerte atracción y posteriormente un romance con el Compadre Moncho con quien en algún momento se casó y tuvieron un hijo que era superdotado o índigo, aunque posteriormente se divorciaron cuando el personaje fue sacado de la serie y nunca más apareció ella ni el hijo. Utilizaba un tono de voz acelerado y agudo, diciendo rápidamente palabras como "Sabequedigamosque...".
- Diana "La Jirafa" Smith (Grimanesa Jiménez) (†) (1989-1991): Vecina de los Venegas. Siempre coqueteaba con Guillermo que este, a su vez, cuando Diana entraba a la casa, siempre la saludaba de una manera diferente: "Señora Diana, dichosos los ojos que la ven", provocando la molestia de Silvia y algún comentario irónico de su esposa, a lo que Diana respondía señalándose un oído y después otro: "me entra por aquí y me sale por acá". Su apodo era "La Jirafa", en alusión a su altura y su aparición era acompañada siempre por la misma melodía, junto a sus palabras: "Permisoooo... ¿molestooo?". Siempre se comportaba de forma exageradamente delicada asegurando que era una dama inglesa de alcurnia, aunque todos sabían que realmente era una chilena de clase media que gustaba jactarse de estar casada con Rubén, un turco dedicado a las importaciones. Su repentina desaparición de la pantalla se explica en una carta que deja, aclarando que se fue a vivir a Inglaterra. Desaparece a partir de la temporada 1992.
- Javier "El Huaso" Retamales (Fernando Farías) (1990-2000): Antiguo jefe de Guillermo y Moncho, además era el pretendiente eterno de Hildita. Se caracterizaba por su mal humor y su carácter regañón, aunque muy divertido. Su acento es típico de "patrón de fundo", alargando las sílabas y subiendo el tono de voz. Llegó a pedir matrimonio a la señora Hildita, pero esta lo rechazó. Junto a Memo, Mirnita y Estrella, es uno de los ausentes más recordados de la serie.
- Estrellita (Solange Lackington) (1996-1998): Nana de la casa de Los Venegas, tímida y de origen humilde. Era novia de Elvis. Fue uno de los personajes más populares de la serie ya que Solange Lackington después de su salida, la siguió interpretando en diferentes programas de televisión tales como "Buenos días a todos", "Gigante y Usted", "Domingo 7" y por último en "Arriba el Ánimo" (Canal 13), conducido por Paulina Nin de Cardona, en 2002.
- Haroldo "Pink" Zuloaga (Rodrigo Gijón) (1990-2008): Conocido como "Pink", es el exnovio y mejor amigo de Paola. Nunca ha querido aclarar si sus padres fallecieron o simplemente los abandonaron, pero desde muy pequeño ha sido el pilar que lleva dinero a su casa donde mantiene a sus numerosos hermanos menores. Conduce el bus escolar de Silvia, a quien llama Tía Chivi. Muy pocas veces se dice su nombre real. Tras ser un joven descarriado, que admitió que bebía "borgoña" en la plaza en su adolescencia (período en que pololeaba con Paola, a quien llama Princesa), fue vendedor ambulante, taxista, chef de alto nivel y hoy conduce el bus escolar de la señora Silvia. A Guillermo lo llama Don Calvo e inicialmente era odiado por este aunque Pink siempre lo vio con respeto como un modelo a seguir, sin embargo, con el paso de los años ambos se hacen buenos amigos. Originalmente vestía en moda punk siendo visto como una mala influencia para Paola, pero tras ausentarse por una temporada regresa "reformado". Su sobrenombre es en honor a Pink Floyd y su película "El Muro" el la respeta de forma casi religiosa; su frase típica era su saludo "Permiso, adelante, gracias" al entrar a la casa de los Venegas sin llamar a la puerta. El personaje aún es nombrado en el programa, pero no se da ninguna explicación por su ausencia. Desapareció de los créditos en la temporada 2009.
- Kimberly (Renata Bravo) (2001-2005): Nana de Los Venegas. Era terca y saca vueltas y nunca estaba conforme con nada, vivía exigiendo aumentos de sueldo. Además cuidaba a la Sra. Hildita. Era novia del Jimmy, quien jamás apareció en pantalla.
- Elvis Soto (Alberto Zará) (†) (2005-2010): Es el guardia del sector donde viven los Venegas, y durante el primer capítulo de la temporada 2007 estuvo a punto de ser despedido, dado que en temporadas anteriores era más gordo, y en la temporada 2007 volvió más delgado, perdiendo así su imagen "intimidatoria" apropiada para un guardia. Estaba enamorado de la antigua empleada de los Venegas, Kimberley. No es una lumbrera, pese a su gran físico. En la temporada 2007 está enamorado de Josefina, a quien antes despreciaba.
- Josefina: (Catalina Saavedra) (2006-2010): La nueva nana de Los Venegas. Tiene un aire campesino y está enamorada del Elvis, aunque dejó de interesarle cuando este bajo de peso. Así que ahora tiene 3 pretendientes: 1) Elvis Soto, 2) el carnicero del barrio, apodado el "Osobuco", 3) el carabinero apodado el "Punto Fijo".
- Adán Adasme (Rodrigo Muñoz) (2004-2006): Vive en la casa del compadre Moncho. Es un jorobado oriundo de Paillaco y trabaja en la empresa de Venegas.
- Azucena "Chú" Lagos (Peggy Cordero) (†) (2009-2010): También conocida como la "Chu", es la madre de Gonzalo, quien aparece en la temporada 2009 para cuidar de Gonzalo y Camila, pero suele ser una molestia. Es sobreprotectora y entrometida. Este personaje fue introducido en la serie debido a que Carolina Marzán La Paolita, esposa de Gonzalo e hija de Guillermo y Silvia, quien dejó de aparecer en la serie en el 2009, es decir que ella es como un reemplazo a La Paolita.
- Benjamín Maturana (Patricio Strahovsky) (1994-1996): Hijo de Hildita y hermano de Silvia, era un vividor muy parecido al compadre Moncho que se aparecía para pedir dinero o almorzar gratis, a diferencia del Compadre Moncho, Benjamín no tenía escrúpulos para mentir o estafar, llegando en una ocasión a intentar vender la casa de su cuñado y su hermana en ausencia de estos. Apareció aproximadamente hasta 1996. Hildita lo defiende ante la verdad que le enrostran Silvia y Guillermo de abusar de la bondad de los demás, excusándolo e interpretando cada acto que lleva a cabo como una muestra de su genio o virtud ya que no tiene problemas en demostrar que tiene una pronunciada preferencia por él sobre Silvia. Su frase favorita (y que también usa el actor en la vida real es "Nuu me digaaa...").
- Tololo Zuloaga: (Nelson Muñoz) (2007-2009): Es el hermano de Haroldo. Se caracteriza por ser hippie y muy relajado, además de tener intereses amorosos con Camila. Este personaje aparece desde el 2007, y sus apariciones son especiales.
- Isolina (Marcela Osorio) (2004-2006): Era la secretaria de la oficina de Guillermo Venegas, siempre la invitaba a salir el jefe máximo de la compañía (Sr. Bigbenbaker). Tenías más de 40, era soltera y sin hijos. Anteriormente Marcela Osorio había trabajado en una de las temporadas anteriores interpretando a una estudiante italiana que llegó de intercambio cuando Memo se fue al extranjero en el mismo sistema. Después de su salida del programa volvió en algunos capítulos de la temporada 2006 como vendedora de cosméticos.
- Lola (Marcela Arroyave) (2001-2005): Vecina española. Trabaja como azafata y compartía un mini departamento detrás de la casa de los Venegas junto a su hermano Paco (Jorge Ramírez). La puerta de su dormitorio tenía el mismo cierre de las puertas de los aviones: una palanca y un cartel que decía "OPEN". Fue novia del Pink y se llevaba mal con Paola.
- Rosamel Venegas (Arturo Mayegas) (1996): Sobrino de Guillermo, llega a vivir desde Alto Palena a Santiago para estudiar, viviendo en la casa de Los Venegas, era un muchacho alegre y desenfrenado, debido a la conducta rebelde de los primeros meses, su papá Rosamel "Chamelo" Venegas, hermano de Guillermo, un huaso de tomo y lomo, se lo quiere llevar de vuelta a Alto Palena para que lo ayude en los trabajos del campo, lo que hace que Guillermo, Silvia y todos los miembros de la familia estén en desacuerdo, al final su padre recapacita y lo deja viviendo con Los Venegas y terminar sus estudios en Santiago.
- Rayén Venegas (Isidora Salas): Es la hija del Memo y nieta de Guillermo y Silvia. Tiene 10 años y parece ser una niña traviesa y "fresca", que siempre busca excusas para disculparse.
- Osobuco (Mauricio Larrea) Carnicero y pretendiente de Josefina desde el 2006 al 2009.
- Carola (Marcela Stangher) (1989-1990): Era la mejor amiga de Paolita Venegas mientras estudiaba, su frase característica era saludarse con Paola diciendo ambas al mismo tiempo "Hola, ¿cómo estoy?, bien ¿y yo?".
- Torrejón (Hugo Medina) (1994): Compañero de trabajo de Guillermo Venegas que siempre estaba lleno de trabajo.
- Jefa de Guillermo: (Paulina García) (1989): Fue la primera jefa de Guillermo Venegas, fue sucedida por el Señor Retamales.
- Pablo Ríos Venegas: Fue el segundo hijo de Paola y Gonzalo, hermano menor de Camila, el cual duró un par de temporadas antes de desaparecer totalmente sin explicación alguna. Desde ese momento y hasta el final de la serie, Camila volvió a ser hija única de la pareja.

### No presenciales
- Rubén: Esposo de Diana Smith, un turco dedicado a las importaciones a quien ella siempre nombraba, estrictamente siempre refiriéndose a él como Rubén mi marido, y se jactaba frente al resto ya sea por los supuestos viajes y conocidos que tenía o por los objetos, también supuestamente, caros y extravagantes que le regalaba y que a ella le gustaba presumir a sus vecinos.
- Sandra "La Rutilante": Un chiste repetitivo de las primeras temporadas y también un curioso misterio de la serie sin una respuesta concreta. Usualmente mientras Silvia estaba sola en casa era común que se le viera contestar llamadas de desconocidos a quienes siempre contestaba "no, aquí no vive ninguna Sandra La Rutilante", asumiendo siempre que se trataba de una broma o número equivocado. Cuando en un episodio Guillermo creyó estar muriendo por intoxicación, intentó confesar a Silvia algún tipo de incidente ocurrido durante un viaje con sus amigos a otra ciudad y sería el origen de las llamadas ya que dijo que fue esa noche cuando conoció a la mujer, sin embargo justo antes de empezar a contar la verdad se le aclaró que no estaba muriendo y huyó para no terminar su historia. La broma fue dejada de lado cuando se mudaron por primera vez y abandonaron el barrio.
- Las Mellizas: Hijas del Compadre Moncho y su primera esposa, "La Colorina"; se les mencionaba constantemente durante las primeras temporadas, a menudo en conversaciones donde su padre comentaba sus problemas para reunir el dinero de la manutención, regalos u otras necesidades y como su exesposa lo presionaba sin entender sus dificultades financieras, aun así, su amor por ellas era indiscutible.
- El Tocuyón: Caballo regalón y orgullo del Huaso Retamales, quien le cuidaba el fundo que tenía en Graneros, el cariño y devoción que le profesaba su dueño era prácticamente paternal al punto de rivalizar con su amor por la Señora Hilda.
- Jimmy: Novio de Kimberly, siempre mencionado por ella, pero jamás visto en pantalla.
- El "Punto Fijo": Novio oficial de Josefina desde 2010 hasta 2011; un carabinero con quien estuvo a punto de casarse el capítulo del 20 de enero de 2011, pero el matrimonio fue impedido ya que Punto Fijo la dejó plantada confesando en una carta que ya estaba casado y tenía hijos.

### Actuaciones especiales
- Maite Orsini, Camila Ríos Venegas
- María José Quiroz La Shirley
- Yasmín Valdés Milagritos
- Oscar Zimmerman Junior
- Miguel Ángel Bravo Arnold
- Verónica González María José
- Patricio Laguna
- Martín Cárcamo
- Bárbara Rebolledo
- Bombo Fica
- Jorge Hevia
- Kike Morandé
- Juan Falcón
- Adriana Vacarezza
- Francisco Melo
- Daniel Alcaíno
- Fernando Gallardo (1942-2004)
- Gonzalo Robles
- Peter Rock (1945-2016)
- Profesor Jaime Campusano
- Malucha Pinto
- Rodolfo Bravo (1952-2001)
- Helvecia Viera (1928-2009)
- Beatriz Alegret
- Paulina Nin de Cardona
- Zalo Reyes (1952-2022)
- Óscar Hernández
- Claudia Pérez
- Claudio Reyes
- Valentina Pollarolo
- Claudia Conserva
- Ivette Vergara
- Felipe Camiroaga
- Tatiana Merino
- Cristián García-Huidobro
- Sigrid Alegría
- Gabriel Pineda
- Claudio Valenzuela
- Remigio Remedy
- Mauricio Esteban Larrea
- Cristina Tocco
- Víctor Rojas
- Sergio Godoy Godoy
- Peggy Cordero
- Miguel Barriga
- Leonardo Véliz
- Gisela Magde Garcés

## Algunas informaciones adicionales
- El personaje de Silvia Maturana se le fue ofrecido a la actriz Sonia Viveros quien no aceptó el papel por falta de compatibilidad en su horario de trabajo.[cita requerida]
- Dos especiales navideños del programa fueron producidos: en 1993, para la celebración de los 1000 capítulos,[9] y en 1996, que contó con invitados como Ivette Vergara y Felipe Camiroaga.
- Aunque la serie se emitió durante casi 22 años, la historia de la familia no fue totalmente lineal. Paola, la hija mayor, creció, terminó sus estudios, trabajó como enfermera, se casó y tuvo una hija (Camila), que hacia el final de la serie tenía unos 18 años; esto aproximadamente correspondería a unos 25 o 30 años reales en la historia de una familia. Este salto se dio principalmente en la temporada de 1996, luego que Carolina Marzán quedara embarazada. Su personaje apareció también como embarazada y, para evitar trabajar con un recién nacido, la producción decidió hacer un salto de 5 años. Por ello en la temporada 1996 Los Venegas ya presentaban varios cambios importantes: una nieta de 5 años, un "Memo" ya titulado de Ingeniero Forestal (saltándose la etapa universitaria en pantalla) y varios cambios más.[cita requerida]
- En la vida real, Carolina Arredondo Marzán (Camila III) es hija de Carolina Marzán (Paola) y del actor Claudio Arredondo, y Andrea Castillo (Camila II) es hija de Alberto Castillo (Gonzalo).[cita requerida]

## Retorno
Los actores Jorge Gajardo, Mónica Carrasco, Carolina Marzán y Alberto Castillo se reunieron para filmar un capítulo especial auspiciado por la empresa Carozzi por la campaña El mantel nos une, bajo la dirección de Javier Kappes cuyo capítulo fue estrenado el 2 de noviembre de 2016 por el canal TVN en horario prime. El capítulo fue rodado el 15 de octubre de 2016.

## Retransmisiones
El 23 de diciembre de 2022, es anunciada la retransmisión del Jappening Con Ja (del periodo de Mega) y Los Venegas en las pantallas de TV+ desde el 3 de enero de 2023, esto debido a un acuerdo que hizo TV+ con Mega (para el Jappening) y Chilefilms para sus retransmisiones